# Julien Benedetto
Ne doit pas être confondu avec Julien Benneteau.
Pour les articles homonymes, voir Benedetto.
 (septembre 2011).
Si vous disposez d'ouvrages ou d'articles de référence ou si vous connaissez des sites web de qualité traitant du thème abordé ici, merci de compléter l'article en donnant les références utiles à sa vérifiabilité et en les liant à la section « Notes et références ».
Julien Benedetto, né le 29 janvier 1981 à Amiens (Somme), est un journaliste français de télévision. Il est présentateur joker du journal de 13h le week-end sur France2. Depuis juin 2025, il anime le 23h de Franceinfo. 
Le journaliste a la particularité d’avoir présenté, comme titulaire ou joker, quasiment toutes les éditions des JT de France Télévisions : dans l'émission Télématin, les éditions de 13 h et 20 h sur France 2 mais aussi le 12/13 et Soir 3 sur France 3.

## Biographie

### Jeunesse et formation
Après un bac L, il intègre une classe préparatoire littéraire au lycée Châtelet de Douai dans le Nord pour préparer le concours d'entrée à l'ENS.[réf. souhaitée]
Il obtient ensuite une licence d'histoire à l'université de Lille. En 2001, il intègre l'École de journalisme et de communication de Marseille (EJCM)[réf. souhaitée].

### Carrière
En 2003, après des courts passages à La Voix du Nord, France Bleu Nord et France 3 Lille, il réalise ses premiers reportages pour le journal de 13 heures et le Journal de 20 heures de France 2 au sein des services « société » et « enquêtes et reportages » (faits divers). En 2004 et 2005, il présente la chronique sports dans l'émission Télématin.
Entre 2005 et 2016, il couvre pour les journaux de 13 h et 20 h les grands événements sportifs : JO de Pékin, de Vancouver, de Londres, de Sotchi, JO de Rio, Euro 2012, Coupe du monde 2014 au Brésil, Euro 2016 en France, Tour de France, Roland-Garros, Tournoi des 6 Nations, Dakar, Coupe Davis, Championnats du monde de ski et Route du Rhum. Entre 2010 et 2016,  le journaliste est joker à la présentation des journaux de 7h et 8h dans l'émission Télématin.
Entre septembre 2016 et juin 2019, il anime la tranche du soir de la nouvelle chaine de télévision France Info.
À partir du 13 mars 2017, il devient le présentateur principal sur cette tranche, à la suite du départ de Myriam Bounafaa.
Durant le mois d'août 2017, il est joker du 13h de France 2 en semaine. Du 31 décembre 2018 au 4 janvier 2019, il est joker du 12/13 de France 3 en semaine. En mai 2019, il remplace temporairement Sandrine Aramon au Soir 3 week-end.
En août 2019, il présente pour la première fois le 20h de France 2 le temps d’un week-end, en remplacement de Laurent Delahousse.
Il quitte France Info en juin 2019, pour être promu titulaire à la présentation des journaux de 7 h, 8 h et 9 h dans Télématin à partir du 26 août 2019.
Du 27 juillet 2020 au 13 août 2020 et 28 décembre 2020 au 1er janvier 2021, il présente le Journal de 13 heures de la semaine sur France 2 en tant que joker.
Du 10 août 2020 au 13 août 2020, il présente le journal de 20 heures de la semaine sur France 2 en tant que joker.
Du 26 juin 2021 au 27 juin 2021, il présente le Journal de 13 heures du weekend sur France 2 en tant que joker.
Du 26 juillet 2021 au 29 juillet 2021 , il présente le Journal de 13 heures et de 20 heures sur France 2 en tant que joker.
Du 6 août 2021 au 8 août 2021, il présente les éditions du journal weekend sur France 2 en tant que joker.
Du 9 août 2021 au 29 août 2021, il présente le Journal de 13 heures sur France 2 en tant que joker.
En 2021, il participe au film Boîte noire dans lequel il joue un présentateur de télévision.
Depuis le 2 janvier 2022, il est de retour sur Franceinfo pour animer la tranche 14h/16h. 
Après avoir présenté les deux grands rendez-vous d’informations (le 12/13 et 19/20 info) de franceinfo pendant une saison le week-end, il présente chaque soir entre septembre 2024 et juin 2025 le 21h/23h semaine, une émission consacrée à l’élection présidentielle américaine en 2024 et ses conséquences ("L’Heure américaine") entre 22 et 23h. Enfin, depuis son arrivée sur le canal 16 de la TNT en juin 2025, Julien Benedetto présente "Le 23H", dernier grand rendez-vous d’information de la chaîne, où il remplace Alexandra Uzan, partie au 14h/16h.

### Distinction
En décembre 2010, Julien Benedetto reçoit un micro d'or pour un reportage réalisé aux Jeux olympiques de Vancouver de 2010.
En décembre 2012, il reçoit un micro d'or pour un reportage réalisé aux Jeux olympiques de Londres.[réf. souhaitée]

### Polémique
Le 5 février 2025, Julien Benedetto, durant son émission, "L'heure américaine" sur FranceInfo, pose la question de la faisabilité de transformer "la bande de Gaza en Riviera" à un professionnel du tourisme. La chaîne FranceInfo juge que la séquence est "un traitement totalement inapproprié et regrettable" et la retire de son site de rediffusion.